# Jiří Welsch
Jiří Welsch (Pardubice, 27. siječnja 1980.) češki je profesionalni košarkaš. Igra na poziciji bek šutera, a trenutačno je član španjolske Unicaje Málage. Izabran je u 1. krugu (16. ukupno) NBA drafta 2002. od strane Philadelphia 76ers, ali je odmah mijenjan u Golden State Warriorse. 

## Karijera

### Europa
Welsch je karijeru započeo u omladinskom pogonu češkog kluba BHC SKP Pardubice, a 1998. prelazi u redove češkog prvoligaša Sparte Prag. Od 2002. do 2002. igrao je za slovenskog prvoligaša Olimpiju Ljubljanu, a u posljednjoj sezoni 2001./02. izabran je za najkorisnijeg igrača prvenstva. 

### NBA
Odlučio se prijaviti na draft i izabran je kao visoki šesnaesti izbor NBA drafta 2002. od strane Philadelphia 76ers, ali je odmah mijenjan u Golden State Warriorse za budući izbor prvog i drugog kruga drafta.  
U Warriorsima je postizao razočaravajućih 1.6 poena, 0.8 skokova i 0.7 asistencija po utakmici, a nakon 37 odigranih utakmica zajedno je s Antawnom Jamisonom, Chrisom Millsom i Dannyjem Fortsonom, mijenjan je u Dallas Maverickse za Evana Eschmeyera, Nick Van Exela, Averya Johnsona, Popeyea Jonesa i Antoinea Rigaudeaua. Bez da je odigrao jednu utakmicu za novi klub, Welsch je zajedno s Millsom, Raefom LaFrentzom i izborom drafta 2004., mijenjan u Boston Celticse u zamjenu za Antoniea Walkera i Tonyja Delka. Welsh je za Celticse u sezoni 2003./04. odigrao 68 utakmica i postizao 9.2 poena po utakmici. 
Welsh je u dvije sezone (2003./04., 2004./05.) provedene u Celticsima ukupno odigrao 136 utakmica, do toga 100 u startnoj petorci i prosječno postizao 8.5 poena, 3.2 skoka i 2 asistencije po utakmici. U veljači 2005. mijenjan je u Cleveland Cavalierse u zamjenu za budući izbor NBA drafta 2007. godine. U lipnju 2005. mijenjan je u Milwaukee Buckse u zamjenu za izbor drugog kruga drafta 2006. godine. 

### Povratak u Europu
U kolovozu 2006. odlučio je napustiti NBA i potpisati ugovor s španjolskim prvoligašem Unicajom Málagom. 

## NBA statistika

### Regularni dio
| Godina    | Klub         | Odig. uta. | Uta. poč. | Min. | 2P%  | 3P%  | Sl. bac.% | Skok. | Asist. | Ukr. lop. | Blok. | Poena |
| --------- | ------------ | ---------- | --------- | ---- | ---- | ---- | --------- | ----- | ------ | --------- | ----- | ----- |
| 2002./03. | Golden State | 37         | 0         | 6.3  | .253 | .250 | .759      | .8    | .7     | .22       | .05   | 1.6   |
| 2003./04. | Boston       | 81         | 68        | 26.9 | .428 | .381 | .743      | 3.7   | 2.3    | 1.25      | .09   | 9.2   |
| 2004./05. | Boston       | 55         | 32        | 20.5 | .428 | .323 | .773      | 2.5   | 1.5    | .71       | .09   | 7.5   |
| 2004./05. | Cleveland    | 16         | 0         | 12.0 | .235 | .182 | .714      | 1.8   | 1.2    | .31       | .00   | 2.9   |
| 2005./06. | Milwaukee    | 58         | 2         | 14.9 | .387 | .286 | .747      | 1.9   | 1.1    | .59       | .02   | 4.3   |

### Doigravanje
| Godina    | Klub      | Odig. uta. | Uta. poč. | Min. | 2P%  | 3P%  | Sl. bac.% | Skok. | Asist. | Ukr. lop. | Blok. | Poena |
| --------- | --------- | ---------- | --------- | ---- | ---- | ---- | --------- | ----- | ------ | --------- | ----- | ----- |
| 2003./04. | Boston    | 4          | 4         | 26.0 | .478 | .250 | 1.000     | 3.0   | 2.3    | 0.5       | .0    | 8.0   |
| 2005./06. | Milwaukee | 4          | 0         | 3.8  | .500 | .0   | .750      | 0.8   | 0.5    | 0.25      | .0    | 1.8   |

## Vanjske poveznice
- Službena stranica (češ.)
- Profil na Euroleague.net
- Profil na NBA.com